# Nikołaj Bielewski
Nikołaj Aleksandrowicz Bielewski, ros. Николай Александрович Белевский (ur. ?, zm. po 1943 r. w Albanii) – rosyjski wojskowy (porucznik), oficer rosyjskiego oddziału wojskowego w Albanii, a następnie armii albańskiej, oficer Włoskiego Korpusu Ekspedycyjnego na froncie wschodnim podczas II wojny światowej.
W czasie wojny domowej w Rosji służył w wojskach białych jako junkier szkoleniowego dywizjonu kawalerii. W poł. listopada 1920 r. wraz z resztkami wojsk białych ewakuował się z Krymu do Gallipoli, gdzie służył w 1 szwadronie kawalerii. Zamieszkał w Królestwie SHS. Ukończył tam nikołajewską szkołę kawaleryjską, po czym wszedł formalnie w skład 9 kijowskiego pułku huzarów. W 1924 r. wstąpił ochotniczo do rosyjskiego oddziału wojskowego, który wspomógł Ahmeda Zogu w przejęciu władzy w Albanii. Następnie służył w armii albańskiej w stopniu porucznika jako młodszy oficer w pododdziale karabinów maszynowych. Od 1926 r. dowodził szwadronem gwardyjskim. Po zajęciu Albanii przez Włochy w kwietniu 1939 r., przeszedł do armii włoskiej. Od 1941 r. walczył na froncie wschodnim w szeregach Włoskiego Korpusu Ekspedycyjnego. Po wyjściu Włoch z wojny we wrześniu 1943 r., powrócił do Albanii, gdzie walczył w partyzantce antykomunistycznej. Zginął w boju z komunistami albańskimi.